# Isla Ratón
Isla Ratón ist ein venezolanisches Dorf im Bundesstaat Amazonas. Es ist Verwaltungssitz des Municipios Autana. Es befindet sich auf der gleichnamigen Insel inmitten des Orinocos. Westlich von dieser Insel liegt die Grenze mit Kolumbien.
Isla Ratón hat etwa 3000 Einwohner (2005).
Auf der Insel leben Criollos und indigene Gruppen wie die Curripacos, die Piaroa, die Jivi und andere.

## Politik
Der Bürgermeister ist José Tomas Correa, von Patria Para Todos.
Bei den 2010-Wahlen für die Nationalversammlung erzielte Patria Para Todos 54,69 % der Stimmen, gegen 35,91 % für die PSUV.